# قورباغه آرنولد
 قورباغه آرنولد (نام علمی: Nanorana arnoldi) نام یک گونه از راسته قورباغه است.